# Arif Aiman
Arif Aiman (Kuantan, Malasia, 4 de mayo de 2002) es un futbolista de Malasia que juega en la posición de extremo con el Johor Darul Ta'zim de la Superliga de Malasia.

## Carrera

### Club
| Periodo | Club                  |
| ------- | --------------------- |
| 2020    | Johor Darul Ta'zim II |
| 2020–   | Johor Darul Ta'zim    |

### Selección nacional
Arif debutó con Malasia en un partido no oficial amistoso ante Kuwait el 23 de mayo de 2021 con 19 años y 19 días. Su debut oficial fue ante Baréin el 29 de mayo de 2021 en un partido amistoso. Su primer partido de competición fue ante Vietnam por la clasificación de AFC para la Copa Mundial de Fútbol de 2022 entrando de cambio al minuto 61 en la derrota por 1–2.
Su primer gol internacional lo anotó ante Islas Salomón en un partido amistoso el 14 de junio de 2023 en Terengganu. El 20 de junio de 2023 anotó cuatro goles en la victoria por 10–0 ante Papúa Nueva Guinea, siendo el séptimo futbolista de Malasia en anotar más de tres goles en un partido internacional.

## Logros

### Club
- Malaysia Super League: 2021, 2022,[5] 2023
- Malaysia FA Cup: 2022, 2023
- Malaysia Cup: 2022, 2023
- Malaysia Charity Shield: 2021, 2022, 2023

### Individual
- Most Valuable Player (MVP) – Malaysia National Football Awards: 2021, 2022
- Mejor delantero – Malaysia National Football Awards: 2021,[6] 2022
- Mejor jugador joven – Malaysia National Football Awards: 2021, 2022
- Goleador de la Malaysia FA Cup: 2023